# Lista de prefeitos de Urussanga
Esta é a lista de prefeitos e vice-prefeitos de Urussanga, município brasileiro do estado de Santa Catarina:
| N  | Nome                       | Partido | Vice-prefeito         | Início do mandato     | Fim do mandato          | Observação                                           |
| -- | -------------------------- | ------- | --------------------- | --------------------- | ----------------------- | ---------------------------------------------------- |
| 1  | Jacinto de Brida           | —       | —                     | 1901                  | 1903                    | —                                                    |
| 2  | Lucas Bez Batti            | —       | —                     | 1901                  | 1918                    | —                                                    |
| 3  | Pedro Damiani              | —       | —                     | 1919                  | 1920                    | —                                                    |
| 3  | Pedro Damiani              | —       | —                     | 1921                  | 1926                    | —                                                    |
| 4  | Angelo Antonio Nichele     | —       | —                     | 1919                  | 1920                    | —                                                    |
| 4  | Angelo Antonio Nichele     | —       | —                     | 1921                  | 1921                    | —                                                    |
| 5  | Bernardo Tasso             | —       | —                     | 1927                  | 1930                    | —                                                    |
| 6  | Lucas Bez Batti            | —       | —                     | 1930                  | 1931                    | —                                                    |
| 6  | Domingos Rocha             | —       | —                     | 1931                  | 1933                    | —                                                    |
| 7  | Lucas Bez Batti            | —       | —                     | 1933                  | 1935                    | —                                                    |
| 8  | Evaldo Losso               | —       | —                     | 1935                  | 1936                    | —                                                    |
| 9  | João Damiani               | —       | —                     | 1936                  | 1938                    | —                                                    |
| 10 | Zefferino Burigo           | —       | —                     | 1938                  | 1945                    | —                                                    |
| 11 | Torquato Tasso             | —       | —                     | 1945                  | 1936                    | —                                                    |
| 12 | Zefferino Burigo           | —       | —                     | 1946                  | 1937                    | —                                                    |
| 13 | Torquato Tasso             | —       | —                     | 1947                  | 1951                    | —                                                    |
| 14 | Dionisio Pilotto           | —       | —                     | 1951                  | 1936                    | —                                                    |
| 15 | Américo Cadorin            | —       | —                     | 1951                  | 1961                    | —                                                    |
| 16 | Adelino Bettiol            | —       | —                     | 1961                  | 1966                    | —                                                    |
| 17 | Rony Zaniboni              | —       | —                     | 1966                  | 1970                    | —                                                    |
| 18 | Lydio de Brida             | —       | —                     | 1970                  | 1973                    | —                                                    |
| 19 | Altair Giordani            | —       | —                     | 1973                  | 1976                    | —                                                    |
| 20 | Ruberval Francisco Pilotto | —       | —                     | 1977                  | 1982                    | —                                                    |
| 21 | João Luiz Piva             | —       | —                     | 1982                  | 31º de Dezembro de 1983 | —                                                    |
| 22 | Ado Cassetari Vieira       | —       | —                     | 1º de Janeiro de 1984 | 31º de Dezembro de 1988 | —                                                    |
| 23 | Vanderlei Olivio Rosso     | —       | —                     | 1º de Janeiro de 1989 | 31º de Dezembro de 1992 | —                                                    |
| 24 | José Vânio Piacentini      | —       | —                     | 1º de Janeiro de 1993 | 31º de Dezembro de 1996 | —                                                    |
| 25 | Ruberval Francisco Pilotto | —       | —                     | 1º de Janeiro de 1997 | 31º de Dezembro de 2000 | —                                                    |
| 26 | Vanderlei Olivio Rosso     | PMDB    | —                     | 1º de Janeiro de 2001 | 31º de Dezembro de 2004 | Prefeito e vice eleitos em sufrágio universal        |
| 27 | Luiz Carlos Zen            | PP      | —                     | 1º de Janeiro de 2005 | 31º de Dezembro de 2008 | Prefeito e vice eleitos em sufrágio universal        |
| 27 | Luiz Carlos Zen            | PP      | —                     | 1º de Janeiro de 2009 | 1º de Julho de 2011     | Prefeito e vice eleitos em sufrágio universal        |
| 28 | Johnny Felippe             | PMDB    | Luiz Henrique (PT)    | 1º de Janeiro de 2013 | 31º de Dezembro de 2016 | Prefeito e vice eleitos em sufrágio universal        |
| 29 | Luis Gustavo Cancellier    | PP      | Décio Silva (PDT)     | 1º de Janeiro de 2017 | 31º de Dezembro de 2020 | Prefeito e vice eleitos em sufrágio universal        |
| 29 | Luis Gustavo Cancellier    | PP      | Jair Nandi (PMDB)     | 1º de Janeiro de 2021 | 1º de Julho de 2024     | Prefeito e vice eleitos em sufrágio universal        |
| 30 | Jair Nandi                 | PSD     | —                     | 1º de Julho de 2024   | 31º de Dezembro de 2024 | Vice-Prefeito assume posse após renúncia do Prefeito |
| 31 | Stela Talamini             | PMDB    | Renato Fontana (PMDB) | 1º de Janeiro de 2025 | Atual                   | Prefeita e vice eleitos em sufrágio universal        |